# 비르질리오 노에

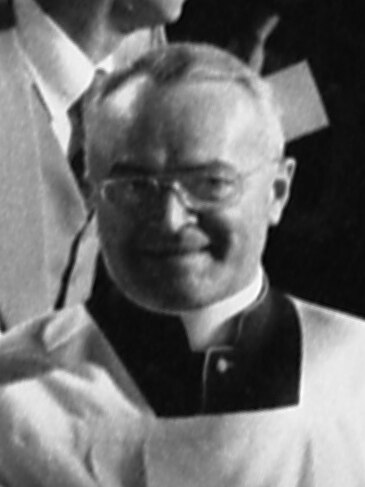

비르질리오 노에(이탈리아어: Virgilio Noè, 1922년 3월 30일 ~ 2011년 7월 24일)는 이탈리아 가톨릭교회의 추기경이다.

## 생애
1922년 이탈리아 롬바르디아 제라타디베레구아르도에서 태어났다. 파비아 신학교에서 공부하던 중 1948년 파비아 교구장 카를로 알로리오 주교의 추천을 받아 로마로 가서 교황청립 그레고리오 대학교로 편입하였다. 1952년 교회 역사 분야에서 학위를 받았다. 1944년 10월 1일 사제품을 받았다.
1969년 교황 바오로 6세에 의해 교황청에 등용되어 1975년까지 경신성사성 사무차장으로 봉직하여 제2차 바티칸 공의회에 의해 고무된 전례 개혁 실행의 주역을 맡았다. 1970년에는 교황청 공식 행사 진행자로 임명되어 시성식, 시복식, 교황 장례식, 그리고 1975년 대희년을 맞아 거행된 성문 개폐막식 등의 개정 작업을 수행하기도 했다. 이어 1982년에는 교황 요한 바오로 2세에 의해 경신성사성 사무총장 및 본카리아의 명의주교로 임명되었다.
1991년 6월 28일 교황 요한 바오로 2세에 의해 산 조반니 보스코 인 비아 투스콜라나 성당의 부제급 추기경으로 서임되었다. 3년 후에는 바티칸 대성전의 수석사제 겸 바티칸 시국의 교황 총대리로 임명되어 2002년 4월까지 머물렀다. 노에 추기경은 부제급 추기경으로 거의 10년 가까이 봉직하다가 2002년 1월 26일 레지나 아포스톨로룸 성당의 사제급 추기경으로 격상되었다.
2011년 7월 24일 로마에서 향년 90세로 선종하였다.
교황 베네딕토 16세는 노에 추기경의 누이인 마리아 노에에게 보낸 추모 전문에서 “노에 추기경은 교황청의 부지런한 협력자”라고 치하하고 “모든 일에 있어서 그는 열렬한 사제적 열정과 복음에 대한 충실함을 보여주었다.”라고 전했다.